# Megfagyott Muzsikus
A Megfagyott Muzsikus a Budapesti Műszaki és Gazdaságtudományi Egyetem építészkari hallgatóinak periodikája, az egyik legrégebbi magyarországi diáklap. 1898 óta több-kevesebb folytonossággal megjelenik. A hagyomány szerint a harmadéves hallgatók a szerkesztői.

## Története

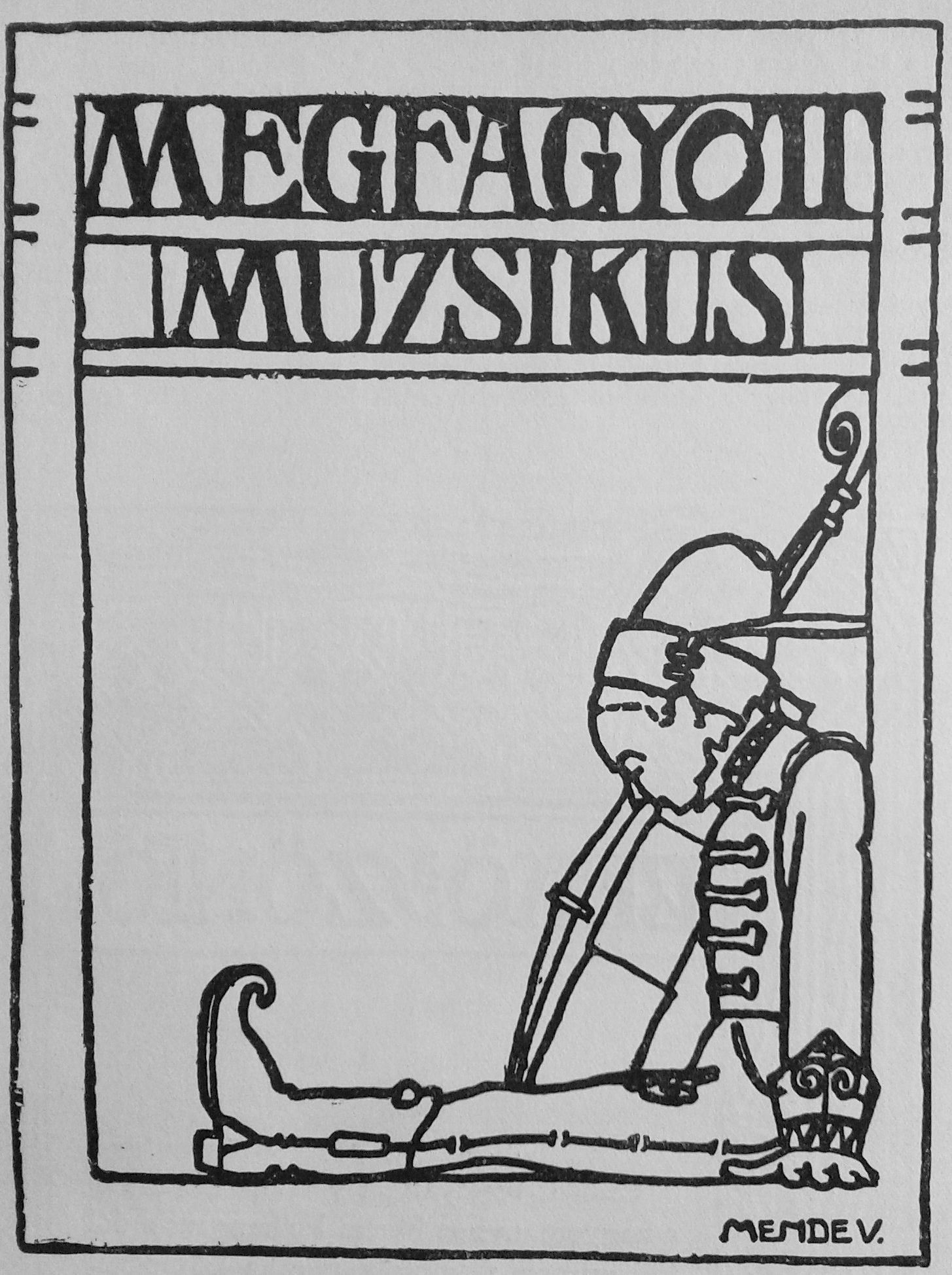
Az 1908-as szám címlapja, Mende Valér munkája

A Megfagyott Muzsikus először 1898 karácsonya előtt jelent meg; az 1898-99-es tanévre beiratkozott elsős hallgatók szerkesztésében és kiadásában. Ez az évfolyam, elsősorban a néhány diákjából alakult MASTABA, azaz a „Magyar Architektusok Szoros Társulata A Bú Altatására” nevű asztaltársaságon keresztül négy tanéven át kapcsolódott a laphoz. A központi szerep Kismarty-Lechner Jenőnek jutott, mellette többek között Radó Sándor, Riedl Béla és Szuper Géza működtek közre aktívan. A lap neve ironikusan a közismert mondásra („Az építészet megfagyott zene”) utal. Az asztaltársaság 1937-ben újra összeállt egy lapszám kiadásához.
1905-től a lap Jánszky Béla kezdeményezésére jelenik meg újra, a kiadás költségeit évekig az egyetemen oktató Maróti Géza fedezte. Ezekben az években a hallgatók közül többek közt Kozma Lajos, Kismarty-Lechner Loránd és Mende Valér rajzoltak és írtak a lapja. 1907-ben Kós Károly címlapjával jelent meg a Megfagyott Muzsikus, de az I. világháború előtti években az együttműködők között találjuk Györgyi Dénest, Szeghalmy Bálintot és Faragó Sándort is.
A háború okozta többéves kihagyást követően 1920-ban Molnár Farkas szerkesztésében jelenik meg újra a lap. Ezekben az években rajzolói-szerzői között szerepel Árkay Bertalan vagy az Olgyay testvérek. A két világháború között a korábban inkább a diák- és az egyetemi életre fókuszáló lap tematikája kiterjed a hazai építészeti közéletre és a hallgatókat foglalkoztató társadalmi problémákra is; a harmincas években a progresszív építészet egyfajta fórumává válik.
A második világháború előtt 1937-ben jelenik meg utoljára, majd 1966-ban újra (helyét közben részben A Jövő Mérnöke című egyetemi lap foglalta el). Az új folyam kiadásában Major Máté támogatásával többek között Bachman Zoltán is szerepet vállalt; az első számban Sámsondi Kiss Bélával és Zalotay Elemérrel közöltek beszélgetést.
A Megfagyott Muzsikusnak az első kivételével minden megjelent száma csak a Műegyetem Központi Könyvtárában található meg.

## Külső hivatkozások
- A Megfagyott Muzsikus oldala
- A Megfagyott Muzsikus online elérhető számai (1920-1930)